# Акинетопсия
Акинетопсия – редкое нейропсихологическое нарушение, проявляющееся как агнозия движения, то есть неспособность воспринимать движение. Движущиеся объекты воспринимаются как череда кадров, следующих один за другим и оставляющих после себя размытый след. Слишком быстрые движения вообще не замечаются. Восприятие статичных предметов у больного акинетопсией ничем не отличается от здорового человека.
Акинетопсия вызывается повреждением в области V5 (MT) экстрастриарной коры (медиотемпоральный регион вторичной зрительной коры, находится в средней височной извилине), может также проявиться в качестве побочного эффекта при приёме некоторых антидепрессантов. Иногда акинетопсия возникает при механических повреждениях мозга, церебрально-васкулярных припадках или после операций на мозге.
Может исчезнуть в случае прекращения приёма антидепрессантов или после операции на мозге.

## В культуре
В 3 сезоне 7 серии сериала «Доктор Хаус», появляется пациент с диагнозом "акинетопсия".
В 3 сезоне 8 серии сериала "Предчувствие" ("Perception") появляется второстепенный герой с этим диагнозом.